# Nissan Qashqai
Nissan Qashqai (так само відомий як Nissan Dualis в Японії та Австралії, в США продається подібна модель Nissan Rogue) — компактний кросовер, запущений у масове виробництво наприкінці грудня 2006 року.

## Перше покоління (J10; 2006—2013)

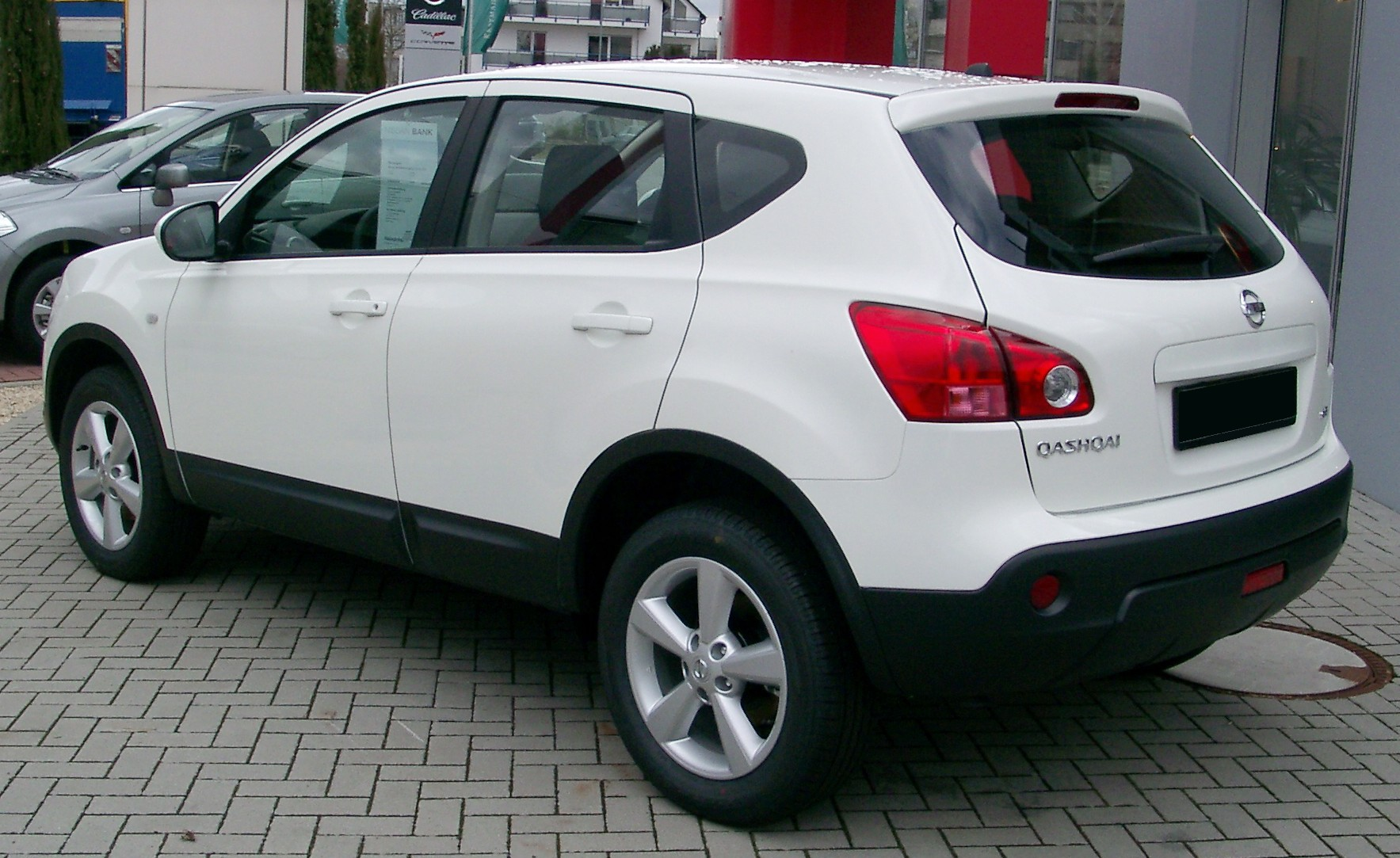
Nissan Qashqai (2007—2010)

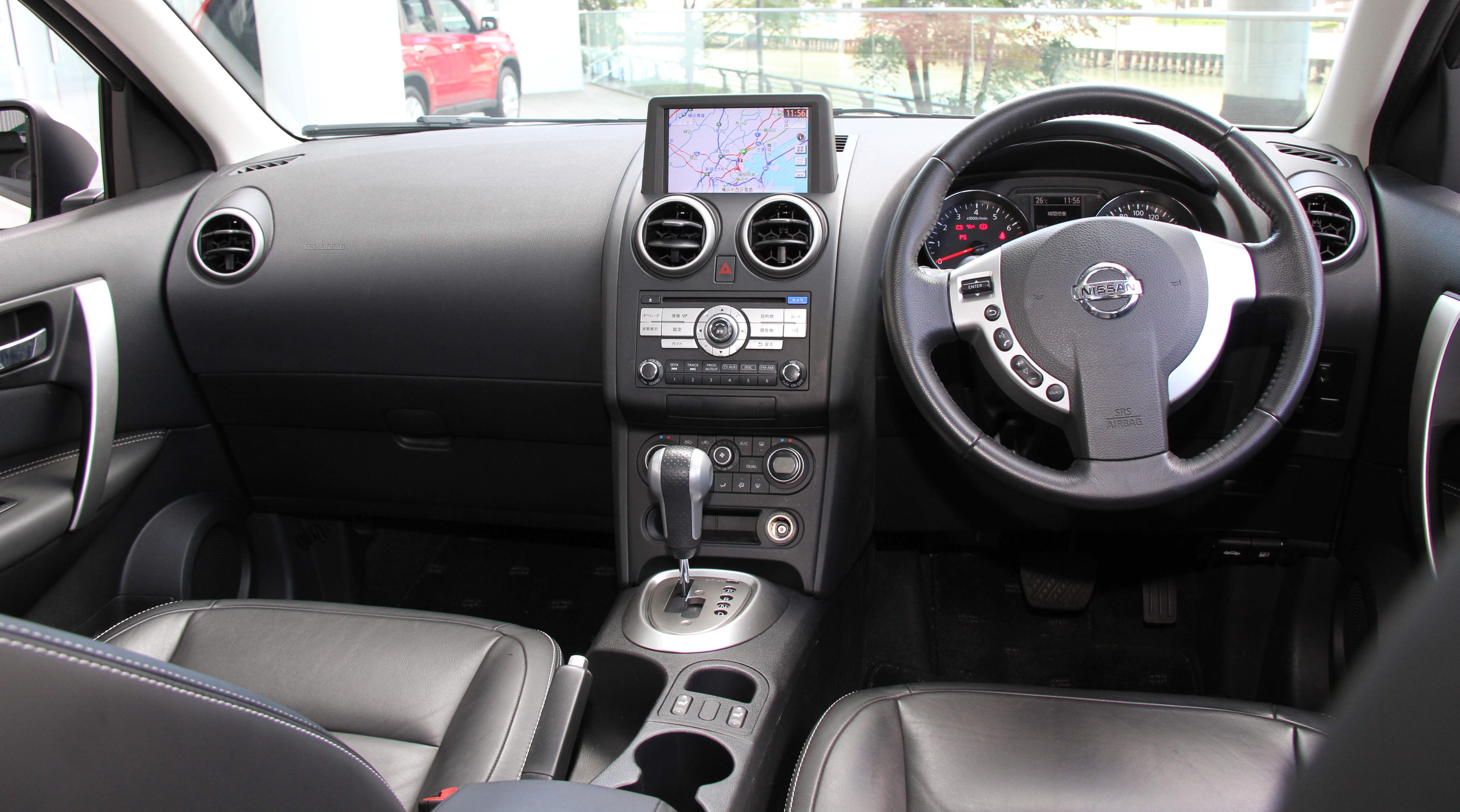
Салон Nissan Qashqai

Nissan Qashqai першого покоління це перша модель Nissan, повністю розроблена в Європі. Дизайн автомобіля створений дизайнерською групою Nissan Design Europe, що знаходиться в Лондоні. Технічна частина розроблена підрозділом Nissan Technical Centre Europe (NTCE), розташованим у місті Кранфілд графства Бедфордшир.
Вперше автомобіль був представлений публіці в 2006 році при проведенні Паризького автосалону.
У продаж автомобіль поступив на початку 2007 року.

### Безпека
За результатами краш-тесту проведого в 2009 році за методикою Euro NCAP Nissan Qashqai 1.6 'Visia' 2WD, LHD отримав п'ять зірок за безпеку, що є дуже непоганим результатом. При цьому за захист пасажирів він отримав 37 балів, за захист дітей 40 балів, а за захист пішоходів 18 балів.
| Euro NCAP | Рейтинг   |
| --------- | --------- |
| Пасажири: | 5/5 зірок |
| Діти:     | 4/5 зірок |
| Пішоходи: | 2/4 зірки |

### Qashqai+2
Nissan Qashqai+2 — це 7-місна версія Nissan Qashqai. Виробництво почато в 2008 році. Відмінності від оригінальної версії полягають в подовженою колісною базі на 135 мм, а також зміненої геометрії кузова та переробленої решітки радіатора. Внесені зміни збільшили загальну довжину автомобіля на 211 мм, і висота машини збільшилася на 38 мм над останнім рядом сидінь.
Лінійка двигунів і дизайн передньої частини автомобіля залишилися без істотних змін.
Qashqai+2 доступний у таких варіантах комплектацій: Visia, ACENTA, н-ТЕС+ і Tekna.
Visia є версією початкового рівня і поставляється з: бортовим комп'ютером, функцією Bluetooth-з'єднання, електричними склопідйомниками, кондиціонером, охолоджуваним бардачком, комплектом з шести подушок безпеки, легкосплавними дисками і CD-програвачем. На Nissan Qashqai стоїть кліномерний варіатор, така коробка забезпечує високу економічність, а також є недорогою у виробництві.
Моделі ACENTA додатково оснащуються: склоочисниками з датчиком опадів, автоматичними фарами, передніми протитуманними фарами, круїз-контролем, кнопками управління аудіосистемою на рульовому колесі, двозонним автоматичним клімат-контролем і шкіряними чохлами на рульове колесо і важіль перемикання передач.
У комплектацію високого рівня — Tekna — також, входять: шкіряні сидіння, ксенонові фари, інтелектуальна система доступу до автомобілю, панорамний скляний дах і система супутникової навігації.
|  |  |

### Рестайлінг 2010
У 2010 році Nissan Qashqai та Nissan Qashqai+2 зазнали невеликий рестайлінг. У зовнішності це позначилося на формі елементів головної оптики, а також дещо змінений передній бампер. Змінилося і розташування секторів стоп-сигналів, які тепер прикриті прозорими елементами. В ході рестайлінга покращилася шумоізоляція салону. Робота підвіски також стала істотно якіснішою.
В 2011 році 2,0 літровий дизельний двигун був замінений турбодвигуном об'ємом 1,6 л.
|  |  |  |  |

### Технічні характеристики
| Модель             | Двигун:                          | Система живлення:  | Діаметр циліндра х хід поршня: | Ступінь стиску:    | Потужність                        | Крутний момент        | Розгін 0-100 км/год: | Максимальна швидкість: | Середня витрата палива на 100 км |
| Бензинові двигуни: | Бензинові двигуни:               | Бензинові двигуни: | Бензинові двигуни:             | Бензинові двигуни: | Бензинові двигуни:                | Бензинові двигуни:    | Бензинові двигуни:   | Бензинові двигуни:     | Бензинові двигуни:               |
| ------------------ | -------------------------------- | ------------------ | ------------------------------ | ------------------ | --------------------------------- | --------------------- | -------------------- | ---------------------- | -------------------------------- |
| 1.6                | Р4 1,6 l (1598 см³), DOHC        | вприск             | 78,00 мм × 83,60 мм            | 10,7:1             | 114 к.с. (84 кВт) при 6000 об/хв  | 156 Нм при 4400 об/хв | 12,4 с               | 175 км/год             | 6,7 л                            |
| 2.0                | Р4 2,0 l (1997 см³), DOHC        | вприск             | 84,00 мм × 90,10 мм            | 10,2:1             | 142 к.с. (104 кВт) при 6000 об/хв | 196 Нм при 4800 об/хв | 10,1 с               | 190 км/год             | 8,2 л                            |
| Дизельні двигуни:  |                                  |                    |                                |                    |                                   |                       |                      |                        |                                  |
| 1.5                | Р4 1,5 l (1461 см³), SOHC, turbo | common-rail        | 76,00 мм × 80,50 мм            | 15,3:1             | 107 к.с. (78 кВт) при 4000 об/хв  | 240 Нм при 2000 об/хв | 12,2 с               | 174 км/год             | 5,4 л                            |
| 2.0                | Р4 2,0 l (1995 см³), DOHC, turbo | common-rail        | 84,00 мм × 90,00 мм            | 16,0:1             | 150 к.с. (110 кВт) при 4000 об/хв | 320 Нм при 2000 об/хв | 10,5 с               | 191 км/год             | 6,6 л                            |

## Друге покоління (J11; з 2013)

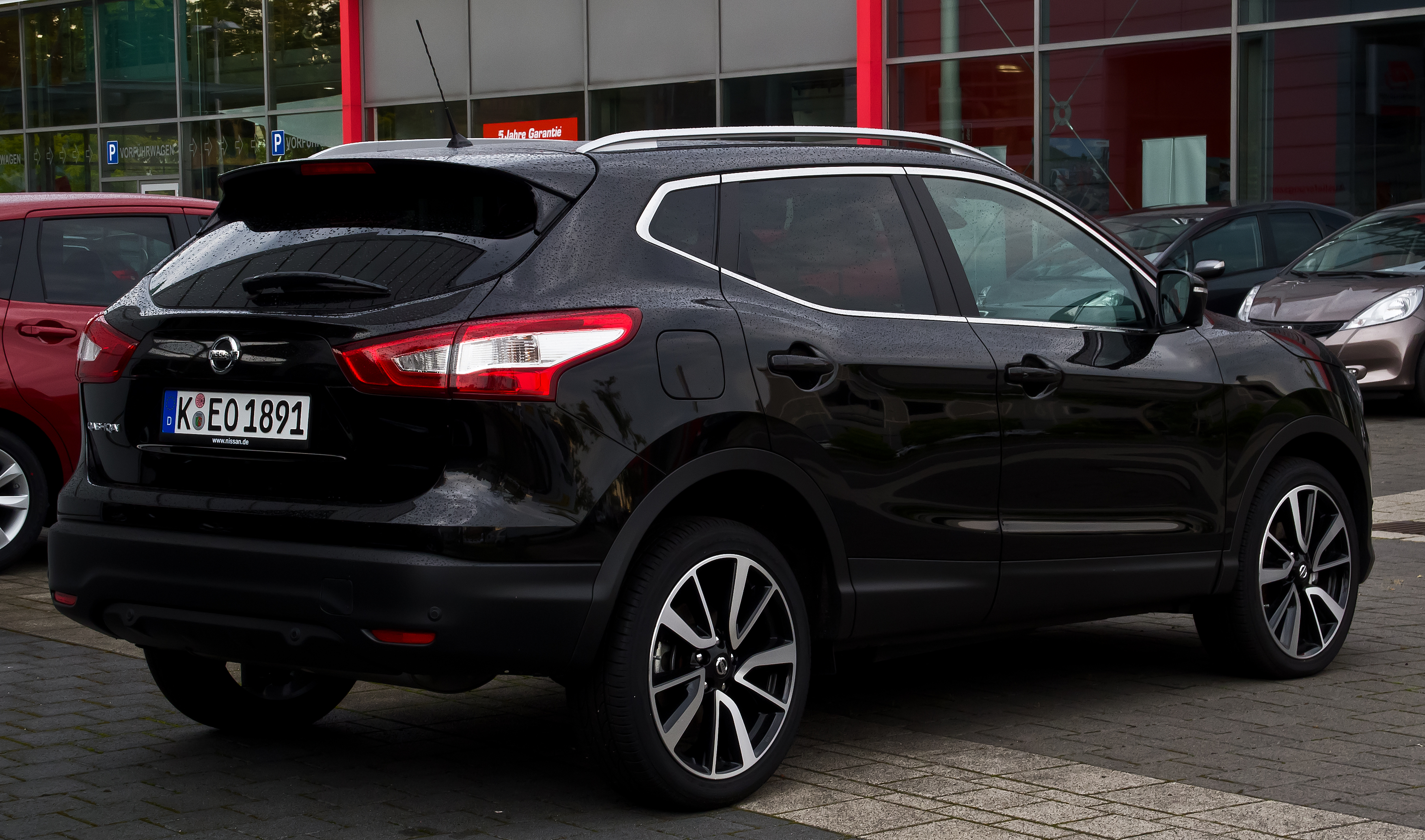
Nissan Qashqai ІІ (2014—2017)

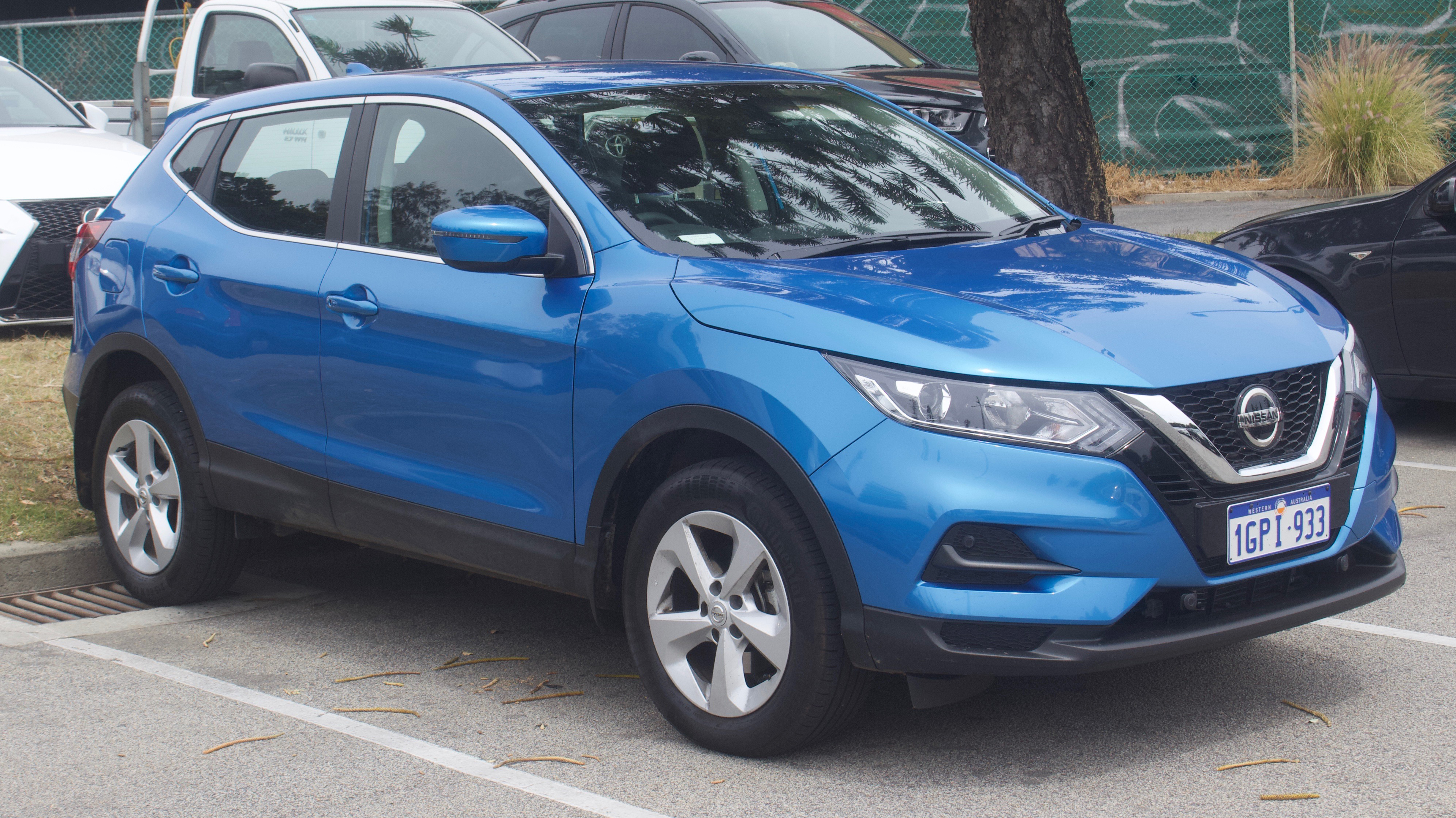
Nissan Qashqai ІІ (з 2017)

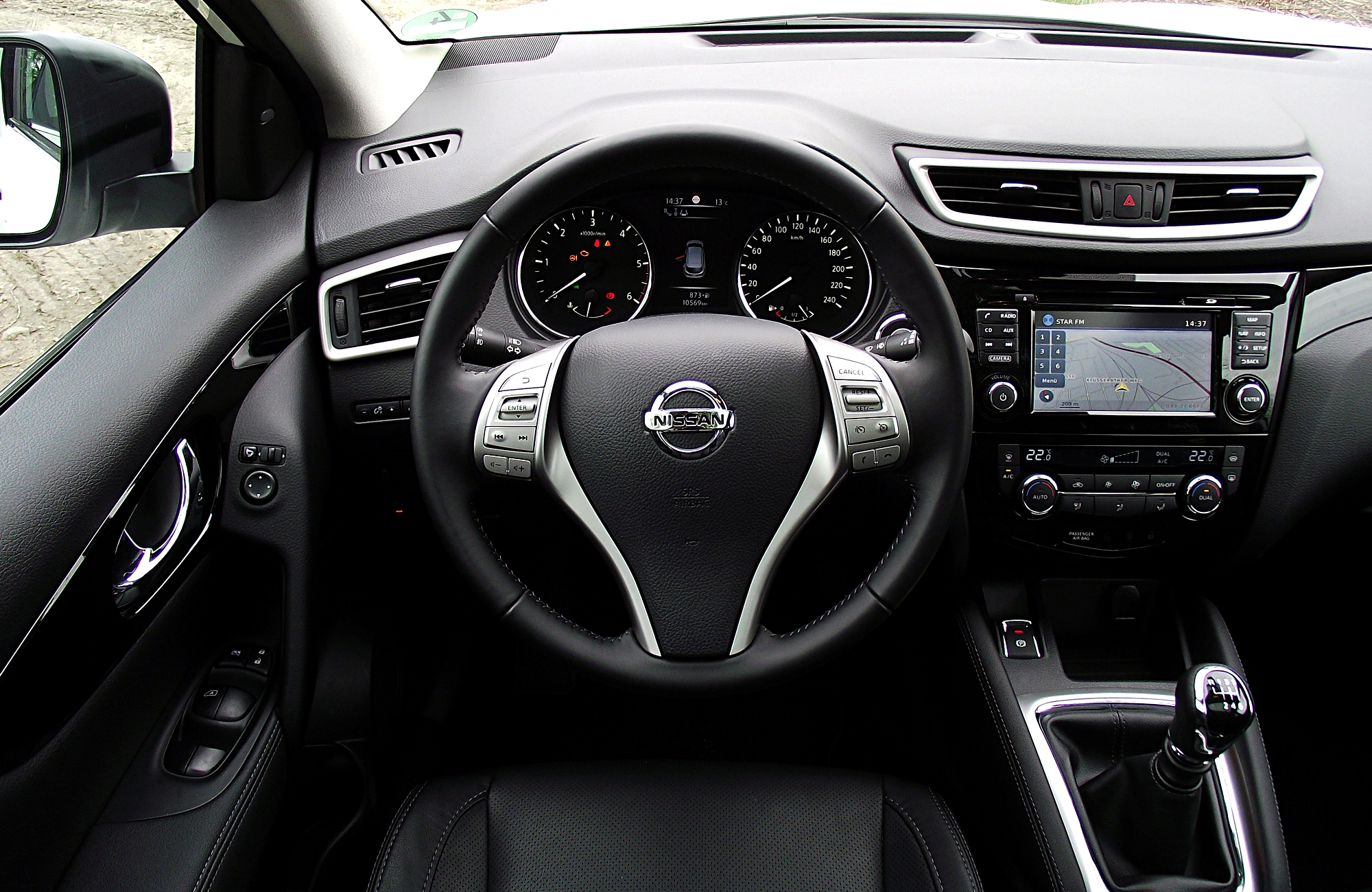
Салон Nissan Qashqai (T32)

8 листопада 2013 року в Лондоні представили друге покоління Nissan Qashqai. Кросовери Nissan X-Trail третього покоління і новий Qashqai збудовані на спільній модульній платформі CMF (Common Modular Family) альянсу Renault-Nissan. В передньоприводних версій задня підвіска напівзалежна, а в повноприводних багаторичажка з електроннокерованою муфтою в приводі задньої осі. Продажі моделі почалися в січні 2014 року.
Зовні кросовер отримав деякі зміни. На даху з'явилася нова антена в формі «рибки», також кросоверу дали можливість «носити нове взуття» — литі колісні диски оновленого дизайну розміром до 19 дюймів. Також помітно скоротилася площа сірого нефарбованого пластика. Корми отримала нові багаторівневі ліхтарі, а також бампер з сірими вставками з алюмінію. В ході дизайнерського апдейта не постраждала практичність — коефіцієнт лобового опору залишився на рівні 0,31, та й дорожній просвіт зберегли незмінним — на рівні 200 мм. Підкреслити нові форми покликана пара нових кольорів — синій Vivid Blue і коричневий Chestnut Bronze.
Моторна гамма складається з трьох наддувних двигунів з системою start/stop: 1,2 л потужністю 115 к.с. і двох турбодизелів об'ємом 1,5 л (110 к.с.) і 1,6 л (130 к.с.). Агрегатуються вони як з 6-ст. МКПП, так і з допрацьованим варіатором XTronic. Повнопривідний кросовер доступний тільки з дизелем 1,6 л. З січня 2014 року в Європі з'явилася також модифікація з бензиновим мотором DIG-T 1,6 л потужністю 163 к.с. (240 Нм).
Базова комплектація автомобіля доповнена фірмовими сидіннями з технологією «ZERO GRAVITY», які забезпечують максимальний комфорт протягом поїздки, 5-дюймовим сенсорним екраном, що відображає інформацію з бортового комп'ютера і новою мультимедійною системою «Nissan Connect 2.0». Опціональна комплектація Nissan Qashqai включає в себе: систему динамічної стабілізації «ESP», дверні балки безпеки, кондиціонер, клімат-контроль, підігрів передніх сидінь, шкіряну оббивку керма, круїз-контроль, протитуманні фари, 16-дюймові колеса, панорамний люк на даху і варіатор. 

### Двигуни
| Модель      | Об'єм см³ | Циліндри/ Клапани | Потужність кВт (к.с.) при об/хв | Крутний мемент Нм при об/хв |           |           |           |
| Бензинові   | Бензинові | Бензинові         | Бензинові                       | Бензинові                   | Бензинові | Бензинові | Бензинові |
| ----------- | --------- | ----------------- | ------------------------------- | --------------------------- | --------- | --------- | --------- |
| 1.2 DIG-T   | 1197      | 4/16              | 96 (130) / 4900                 | 205 / 2000                  |           |           |           |
| 1.6 DIG-T   | 1618      | 4/16              | 120 (163) / 5600                | 240 / 2000-4000             |           |           |           |
| 2.0 (Росія) | 1997      | 4/16              | 106 (144) / 6000                | 200 / 4400                  |           |           |           |
| Дизельні    |           |                   |                                 |                             |           |           |           |
| 1.5 DCI     | 1461      | 4/16              | 81 (110) / 4000                 | 260 / 1750                  |           |           |           |
| 1.6 DCI     | 1598      | 4/16              | 96 (130) / 4000                 | 320 / 1750                  |           |           |           |

## Третє покоління (J12; з 2021)

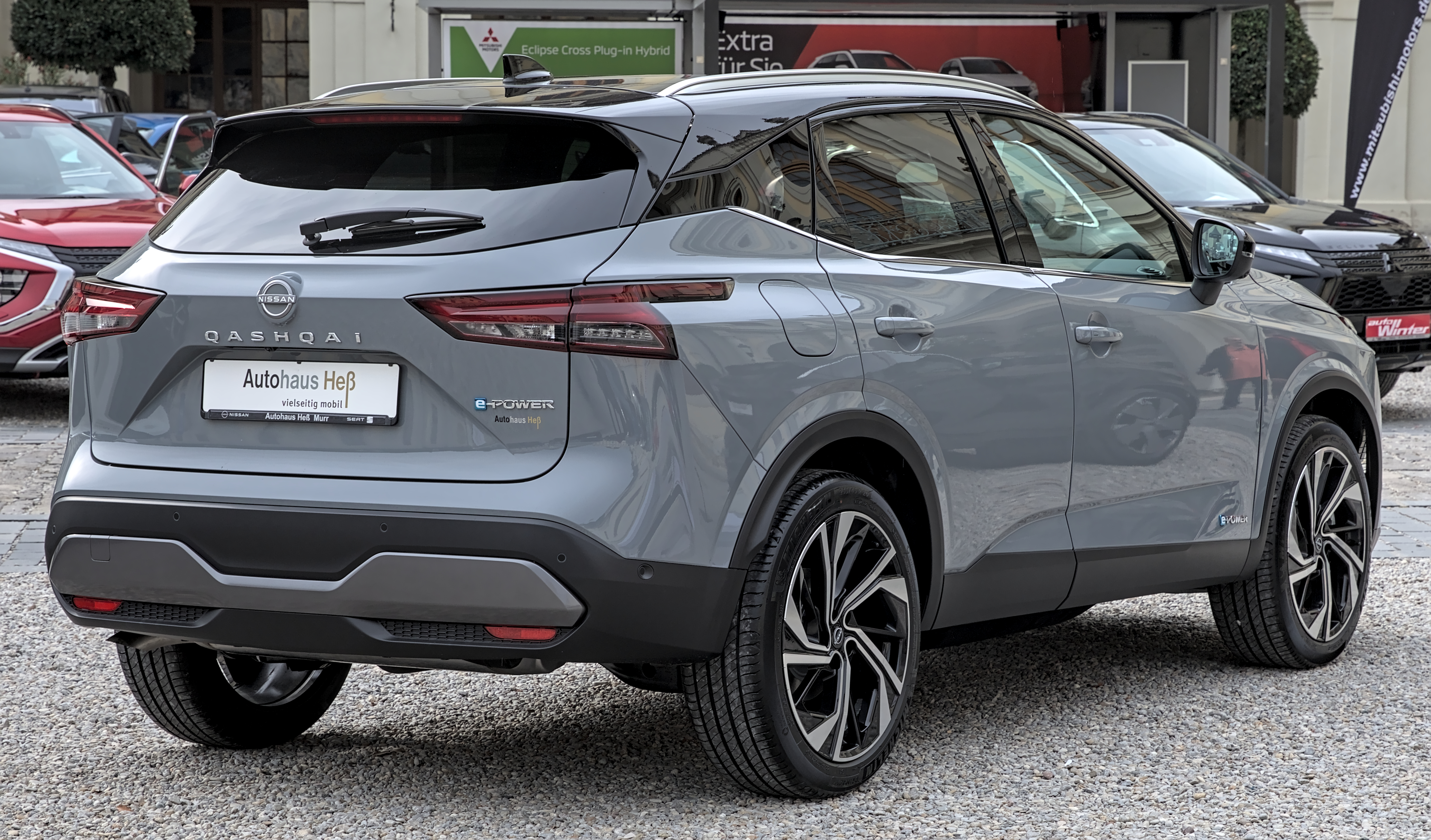
Nissan Qashqai e-Power (J12)

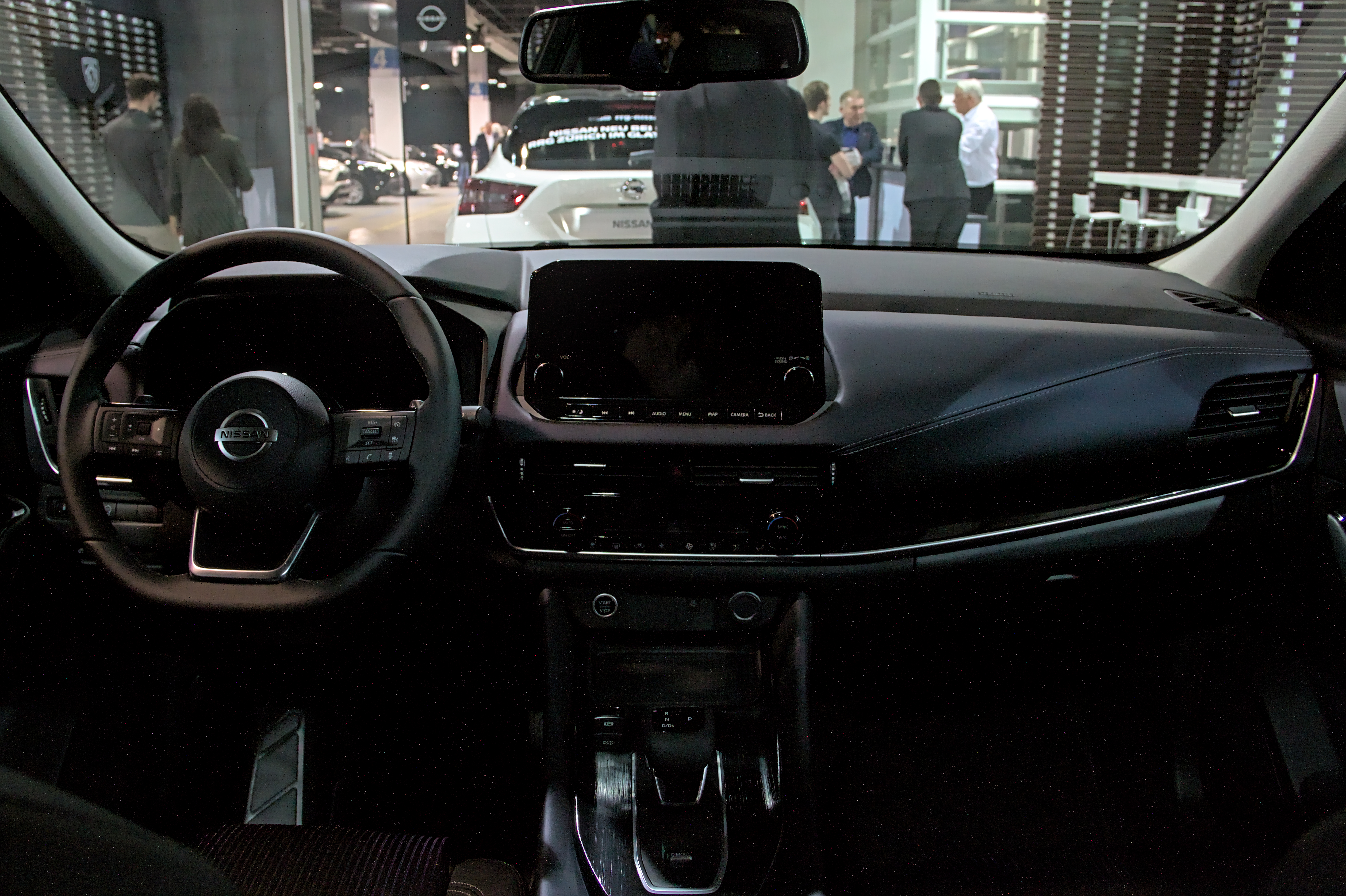

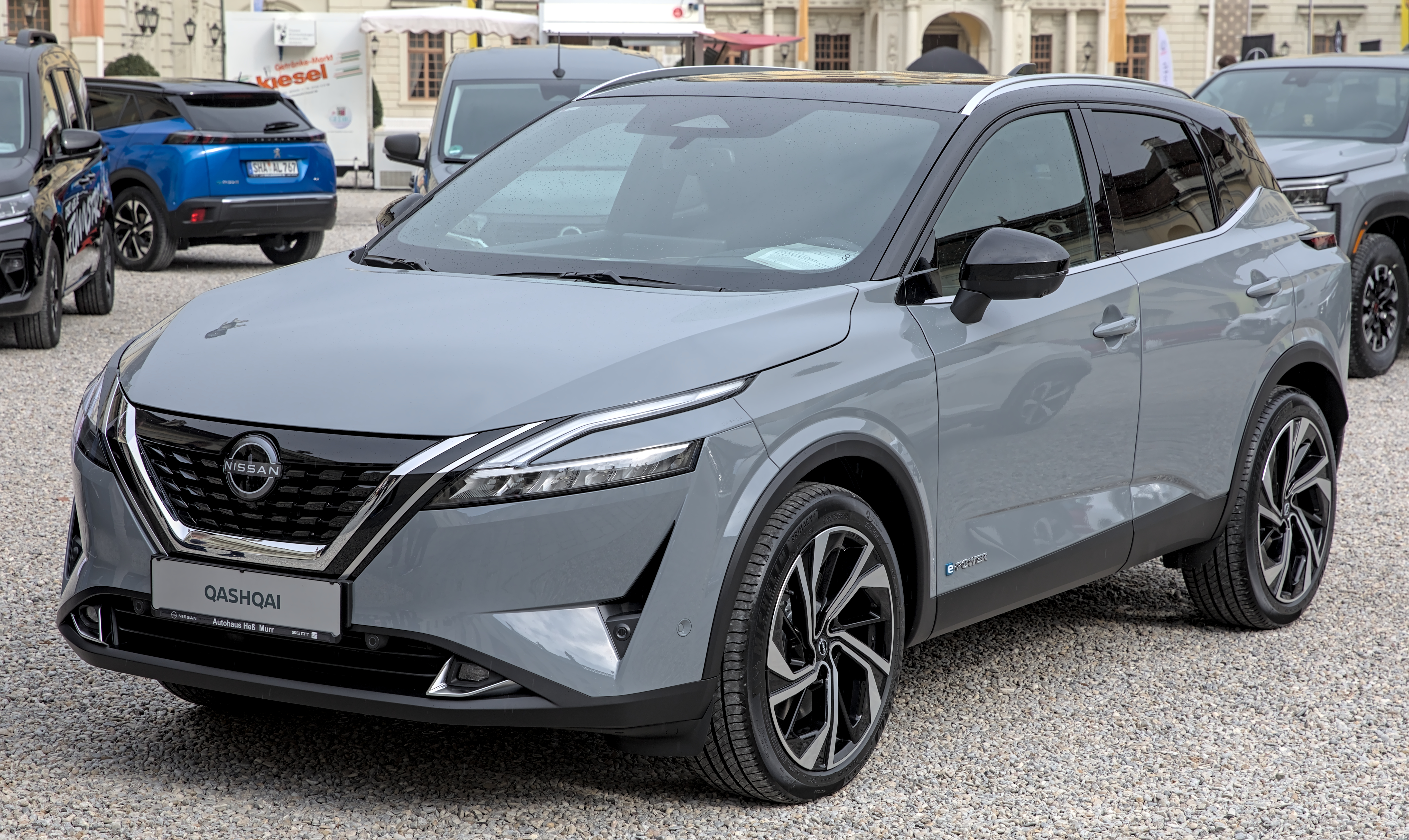
Nissan Qashqai e-Power (J12; 2021-2024)

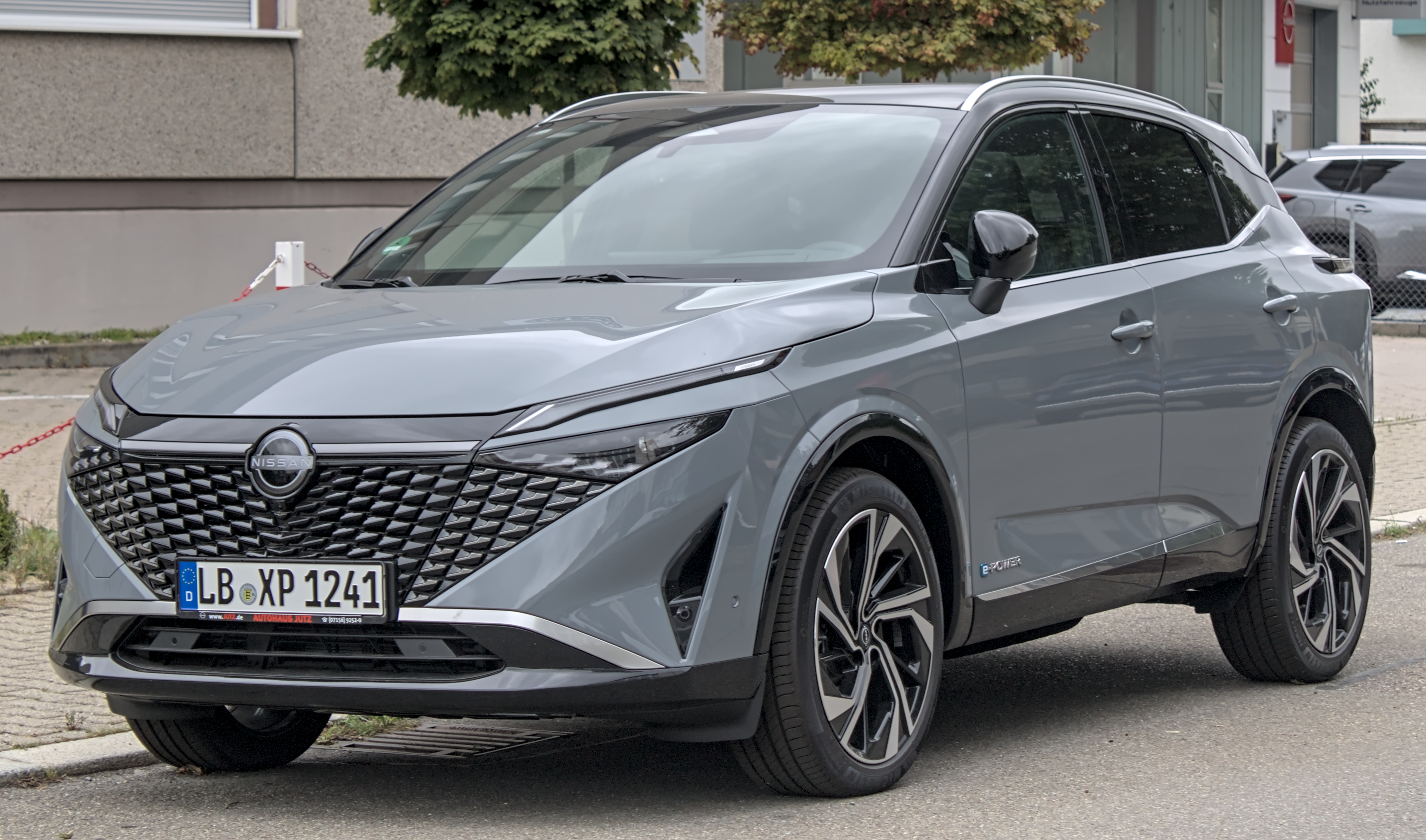
Nissan Qashqai e-Power (J12; з 2024)

Третє покоління Qashqai представлено 18 лютого 2021 року. Автомобіль збудовано на платформі CMF-C.
Кросовер оснащено турбодвигуномм 1.3 DiG-T з 12-вольтовим стартер-генератором і компактною літій-іонною батареею (так званий помірний гібрид).

### Рестайлінг
Оновлений Qashqai було представлено 17 квітня 2024 року. Зміни включають перероблені фари та задні ліхтарі, нову передню панель, натхненну Ariya, нові кольори екстер’єру можна вибрати з матово-хромованими або глянцевими чорними елементами, новий дизайн легкосплавних дисків, нове сидіння. дизайн, нові матеріали інтер’єру, інформаційно-розважальна система використовує вбудовані сервіси Google, оновлену функцію Around View Monitor із кутом огляду передньої камери 200 градусів і нову функцію Driver Assist Custom Mode, яка дозволяє водіям віддавати перевагу певним функціям безпеки. Існує новий клас N-Design для оновленої серії. 

### Двигуни
- 1.3 л HR13DDT I4 turbo
- 1.5 л MR15DDT (KH5T) e-Power I4 turbo (hybrid)

## Продажі
| рік  | Європа  | Канада  | Китай   |
| ---- | ------- | ------- | ------- |
| 2006 | 54      |         |         |
| 2007 | 89,919  |         |         |
| 2008 | 144,879 |         | 23,772  |
| 2009 | 180,468 |         | 33,877  |
| 2010 | 207,077 |         | 62,075  |
| 2011 | 208,649 |         | 111,304 |
| 2012 | 207,515 |         | 105,143 |
| 2013 | 201,722 |         | 124,589 |
| 2014 | 202,914 |         | 87,448  |
| 2015 | 230,661 |         | 60,072  |
| 2016 | 233,496 |         | 139,684 |
| 2017 | 247,199 | 8,970   | 156,322 |
| 2018 | 229,382 | 150,678 | 175,045 |